# Lago Manzala

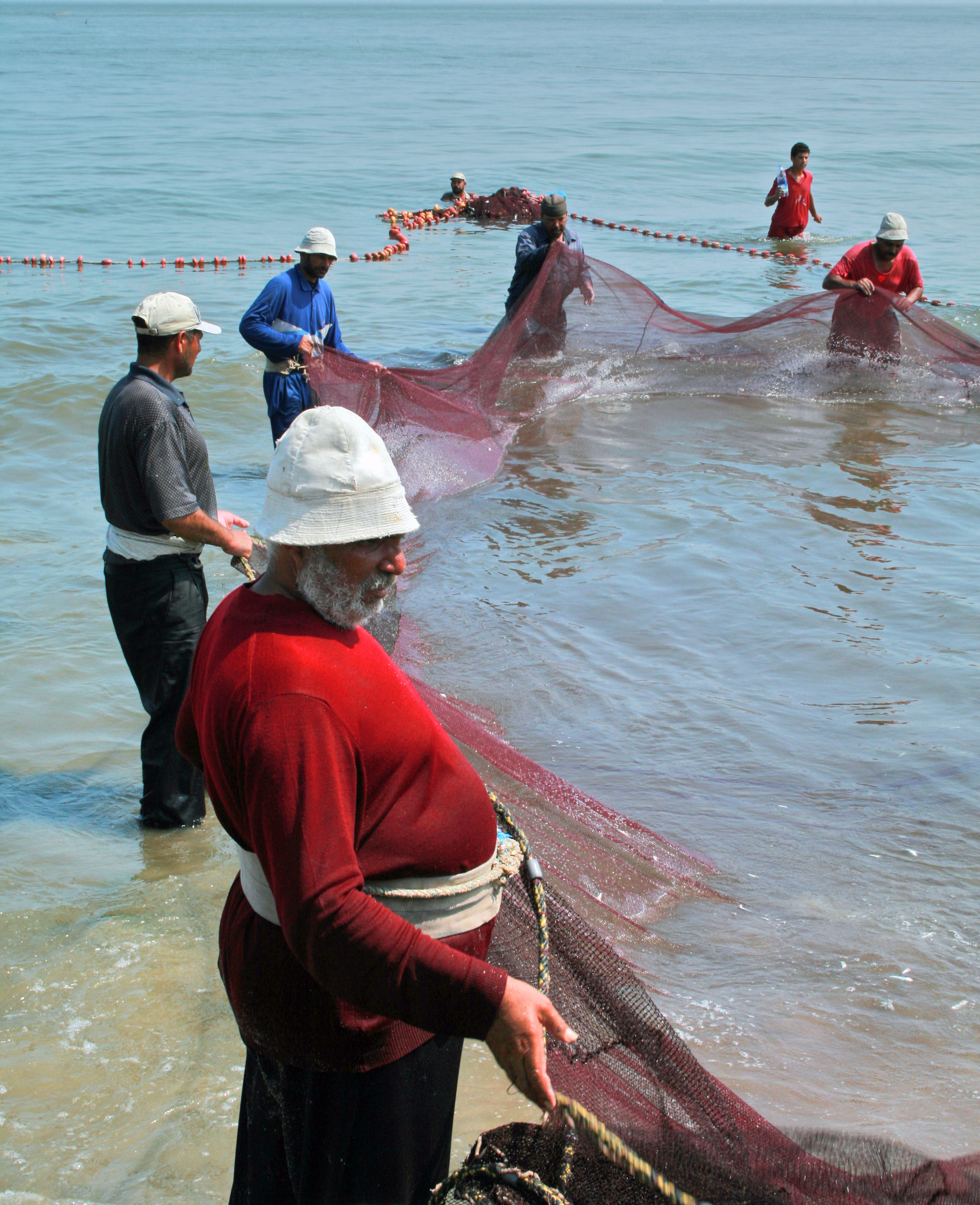
Pescatori.

Il lago Manzala in arabo بحيرة المنزلة‎? è un lago salmastro che si trova in Egitto, nella regione del delta del Nilo, tra il ramo di Damietta a ovest e il canale di Suez a est con il quale è collegato tramite un canale. È separato dal mar Mediterraneo da uno stretto cordone litoraneo. Al suo interno affiorano numerose isole. È attraversato da una strada che collega Damietta a Porto Said.
Le attività economiche della zona sono principalmente la pesca e la coltivazione del riso.
Su numerosi isolotti sono presenti i resti dell'antica città di Tanis, abbandonata dopo l'inondazione che la distrusse.